# Shinin' On
| Recensione                        | Giudizio        |
| --------------------------------- | --------------- |
| AllMusic                          | [ 3 ]           |
| The New Rolling Stone Album Guide | [ 4 ]           |
| Sputnikmusic                      | 3.8 (Excellent) |
| Dizionario del Pop-Rock           | [ 6 ]           |
| 24.000 dischi                     | [ 7 ]           |

Shinin' On è l'ottavo album discografico (in studio) dei Grand Funk Railroad (l'album è a nome Grand Funk), pubblicato dalla casa discografica Capitol Records nell'aprile del 1974.

## Tracce

### LP
Lato A
1. Shinin' On – 5:56 (Mark Farner, Don Brewer)
2. To Get Back In – 3:53 (Mark Farner)
3. The Loco-Motion – 2:45 (Gerry Goffin, Carole King)
4. Carry Me Through – 5:27 (Don Brewer, Craig Frost)

Lato B
1. Please Me – 3:35 (Mark Farner, Don Brewer)
2. Mr. Pretty Boy – 3:04 (Mark Farner)
3. Gettin' Over You – 3:55 (Don Brewer, Craig Frost)
4. Little Johnny Hooker – 4:56 (Mark Farner)

### CD
Edizione CD del 2003, pubblicato dalla Capitol Records (72435-80531-2-8)
1. Shinin' On – 5:58 (Don Brewer, Mark Farner)
2. To Get Back In – 3:55 (Mark Farner)
3. The Loco-Motion – 2:45 (Gerry Goffin, Carole King)
4. Carry Me Through – 5:31 (Don Brewer, Craig Frost)
5. Please Me – 3:37 (Don Brewer, Mark Farner)
6. Mr. Pretty Boy – 3:08 (Mark Farner)
7. Gettin' Over You – 3:58 (Don Brewer, Craig Frost)
8. Little Johnny Hooker – 5:10 (Mark Farner)
9. Destitute and Losin' – 7:03 (Mark Farner) – Traccia bonus
10. Shinin' On – 6:08 (Don Brewer, Mark Farner) – Traccia bonus - 2002 Remix

## Formazione
- Mark Farner - voce, chitarra, guitaron, armonica
- Mark Farner - organo (brano: Carry Me Through)
- Craig Frost - voce, organo, clavinet, pianoforte, moog, mellotron
- Mel Schacher - basso
- Don Brewer - voce, batteria, percussioni

Musicista aggiunto
- Todd Rundgren - chitarra (nel brano: Carry Me Through)

Note aggiuntive
- Todd Rundgren - produttore
- Registrazioni effettuate al The Swamp
- Todd Rundgren - ingegnere delle registrazioni
- Mastering effettuato al Sterling Sound di New York
- Andrew Cavaliere e Lynn Goldsmith - progetto album e design
- Lynn Goldsmith - art direction e fotografia
- Neil Adams e Walt Simonson - cover art (per la Shorewood Graphics)[9]

## Classifica
Album
| Anno | Classifica    | Posizione raggiunta |
| ---- | ------------- | ------------------- |
| 1974 | Billboard 200 | 5                   |

Singoli
| Anno | Titolo del brano | Classifica        | Posizione raggiunta |
| ---- | ---------------- | ----------------- | ------------------- |
| 1974 | The Loco-Motion  | Billboard Hot 100 | 1                   |
| 1974 | Shinin' On       | Billboard Hot 100 | 11                  |